# Abén Humeya

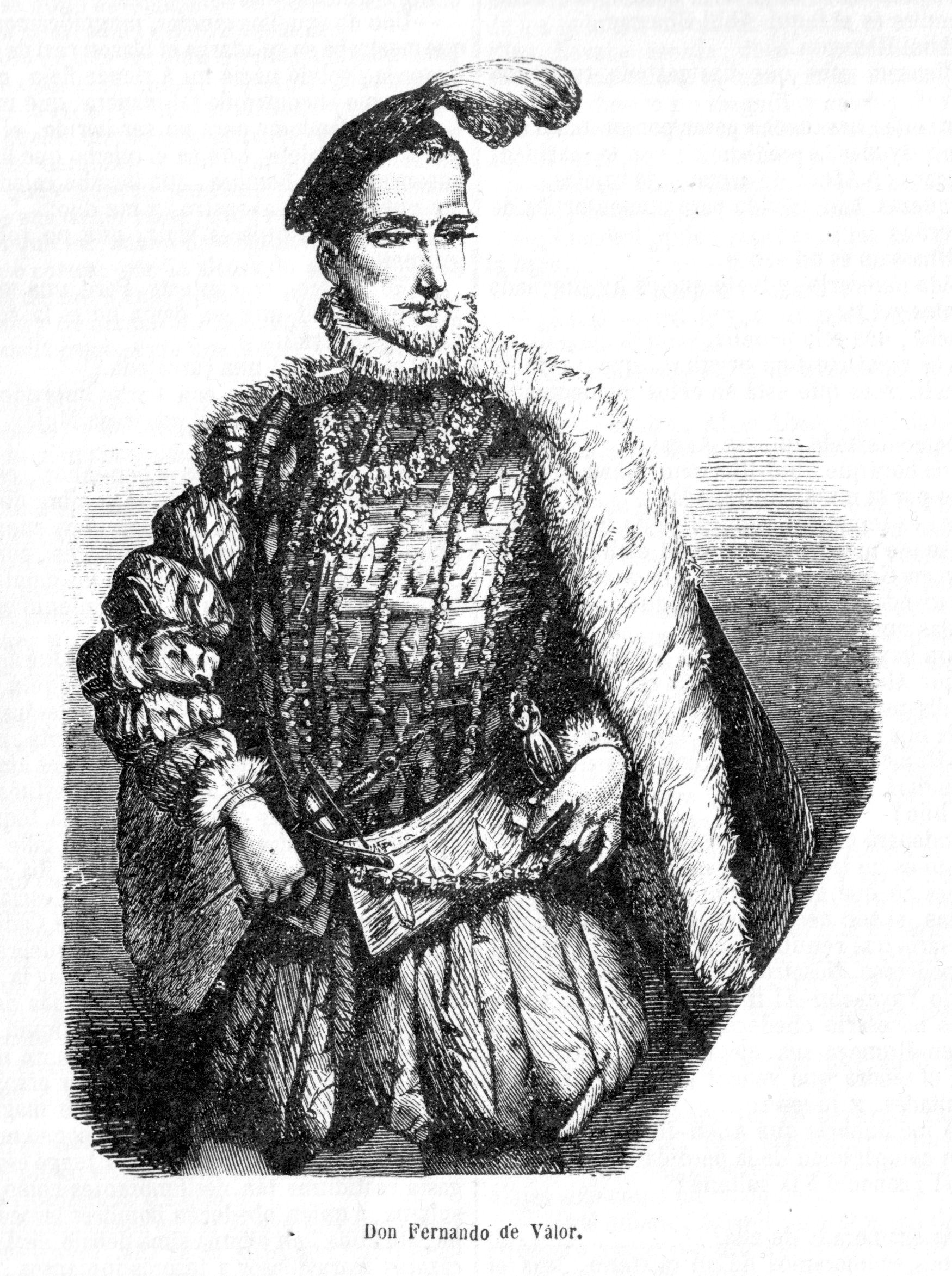
Supuesto retrato de Fernando de Válor, Aben Humeya, según un grabado de la novela Los Monfíes de las Alpujarras (1859) de Manuel Fernández y González.

Abén Humeya (c.1545-1569) es el modo por el que se conoce en la historiografía española a un noble morisco, autoproclamado rey de Andalucía, de nombre cristiano Hernando o Fernando de Válor y Córdoba y de nombre musulmán Muhammad ibn Umayya. El nombre de Abén Humeya es la versión hispanizada del nombre árabe Ibn Umayya, que significa "Hijo de Umayya"  haciendo alusión a un antepasado de los Omeyas. Fue el jefe de la rebelión de las Alpujarras de 1568-1570, aunque murió asesinado por los propios sublevados a los pocos meses de iniciarse.

## Biografía
Era miembro de una familia musulmana granadina que se reclamaba descendiente de los Omeyas de Córdoba que había pactado su conversión durante la conquista de Granada. A cambio de su conversión y colaboración, los Reyes Católicos concedieron el señorío de Válor al abuelo de Abén Humeya, que había adoptado el nombre de Hernando de Córdoba, y el derecho a ser miembro del cabildo granadino. La familia fijó su residencia en Válor el Alto y añadió el nombre de Válor a su apellido, pasando a ser Córdoba y Válor, y consiguiendo el apodo de Los Valoríes.
Fernando de Córdoba y Válor, nacido cristiano en Granada llegó a ser Caballero veinticuatro de la ciudad de Granada, es decir miembro del cabildo municipal.

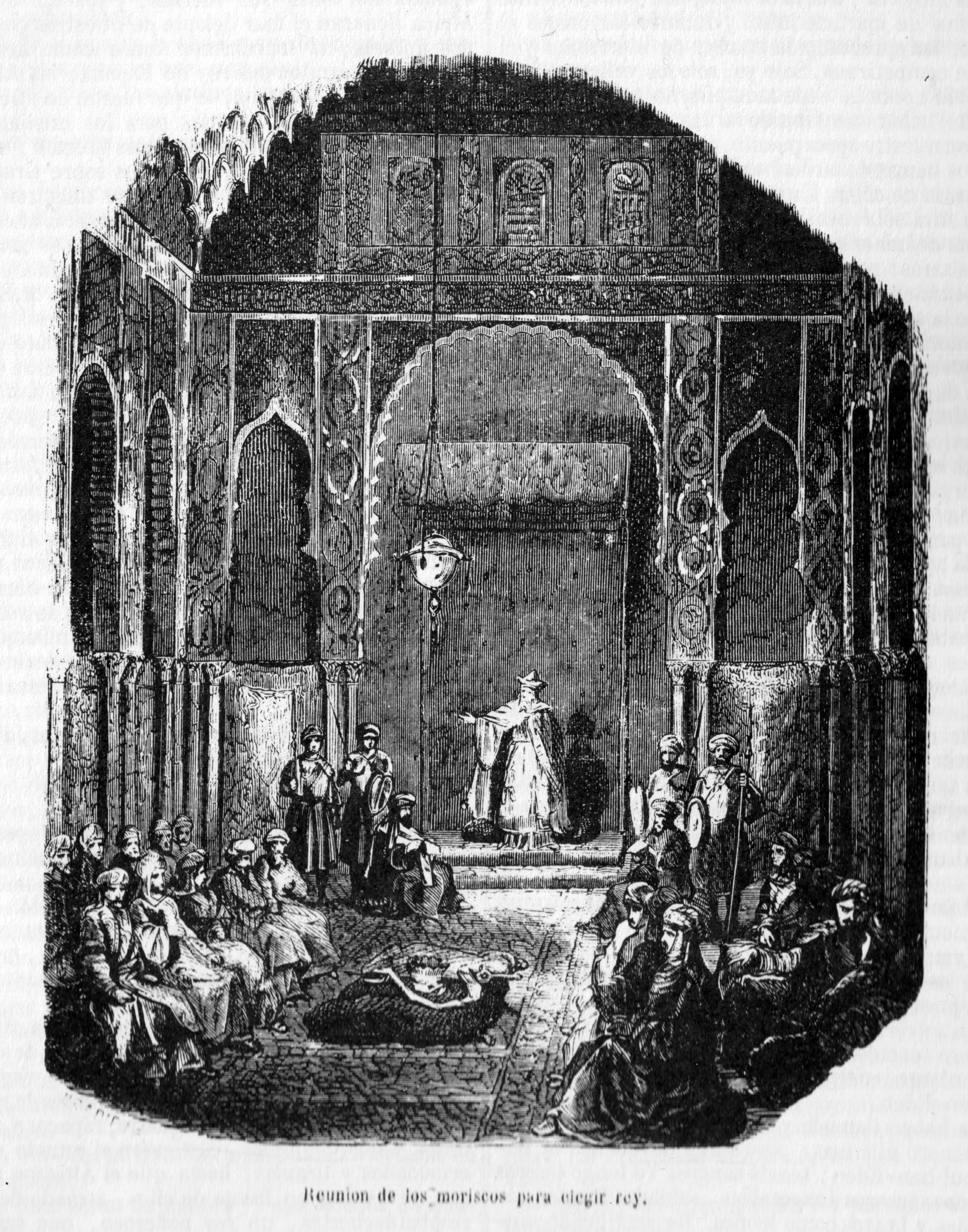
Elección de Aben Humeya como rey de los moriscos en la rebelión de las Alpujarras, según un grabado de la novela Los Monfíes de las Alpujarras (1859) de Manuel Fernández y González.

Tras el edicto real de Felipe II estalló la insurrección de los moriscos en las Alpujarras, Fernando se unió a la sublevación, abjurando de las creencias cristianas y tomando el nombre de Muhammad ibn Umayya (que ha pasado al castellano como Abén Humeya). Merced a la influencia de su tío, Hernando el Zaguer, alguacil de Cádiar, se convirtió en el principal dirigente de la insurrección y fue proclamado rey de los moriscos en Béznar y coronado según la leyenda, bajo el "Olivo del moro", ubicado entre Narila y Cádiar. Inicialmente los rebeldes eran 4000 sublevados pero acabaron combatiendo con una fuerza de 25 000 hombres contra las tropas reales mandadas sucesivamente por el marqués de Mondéjar, el marqués de los Vélez y don Juan de Austria al mando de 20 000 soldados. A pesar de que originalmente la iniciativa militar correspondió a los moriscos, no consiguieron tomar Berja. Pronto surgieron disensiones entre los propios moriscos. Según los historiadores, la arbitrariedad y tiranía que muestra Abén Humeya, junto con su carácter despótico y receloso, le hicieron perder el apoyo de los rebeldes, siendo asesinado en su palacio de Laujar de Andarax en la noche del 20 de octubre de 1569, por Diego Alguacil, cuñado de Abén Humeya, y Diego de Rojas a quien Abén Humeya le había mancillado a la mujer; su primo Abén Aboo, le sucedería como «rey de los andaluces». La revuelta sería definitivamente sofocada en 1571.

## Abén Humeya y los Juegos Moriscos
Uno de los episodios más interesantes protagonizado por Abén Humeya fue el de los Juegos Moriscos que, según el cronista Ginés Pérez de Hita, convocó en Purchena (Almería) en septiembre de 1569, poco antes de morir asesinado. Cuenta Pérez de Hita en la 2.ª Parte de las Guerras Civiles de Granada que, tras el fallido cerco de la Ciudad de Vera, Abén Humeya se retiró a Purchena donde convocó estos Juegos Moriscos que incluían pruebas deportivas, algunas de ellas de ascendencia olímpica como la lucha, el levantamiento de piedra, sostenimiento de ladrillo, lanzamiento con honda, carreras de velocidad y media legua, concursos de danza y canto... todo ello para tener entrenada a la tropa y para recuperar sus tradiciones, vestimentas, nombres... Este hecho histórico-deportivo original y único, desde 1993, es recordado anualmente en el municipio de Purchena cada primer fin de semana de agosto. De este evento, de clara ascendencia olímpica, Juan Antonio Samaranch, presidente del Comité Olímpico Internacional hasta 2001, dijo:
Los Juegos Moriscos de Aben Humeya suponen rehacer el eslabón perdido de la cadena entre la Antigüedad y el mundo moderno.